# Olympische Jugend-Winterspiele 2024/Teilnehmer (Südafrika)
| Gelbes Symbol für Goldmedaillen mit stilisierten Olympischen Ringen | Graues Symbol für Silbermedaillen mit stilisierten Olympischen Ringen | Braundes Symbol für Bronzemedaillen mit stilisierten Olympischen Ringen |
| ------------------------------------------------------------------- | --------------------------------------------------------------------- | ----------------------------------------------------------------------- |
| —                                                                   | —                                                                     | —                                                                       |

Südafrika nahm an den Olympischen Jugend-Winterspielen 2024 in der südkoreanischen Provinz Gangwon mit einer Athletin teil.

## Teilnehmer nach Sportart

### Ski Alpin
| Athleten        | Wettbewerb         | Lauf 1      | Lauf 1 | Lauf 2 | Lauf 2 | Gesamt  | Gesamt |
| Athleten        | Wettbewerb         | Zeit        | Rang   | Zeit   | Rang   | Zeit    | Rang   |
| --------------- | ------------------ | ----------- | ------ | ------ | ------ | ------- | ------ |
| Frauen          |                    |             |        |        |        |         |        |
| Lara Markthaler | Super-G            | —           | —      | —      | —      | 57,13 s | 33     |
| Lara Markthaler | Alpine Kombination | 1:00,59 min | 41     | DNF    | DNF    | DNF     | DNF    |
| Lara Markthaler | Riesenslalom       | DNF         | DNF    | DNF    | DNF    | DNF     | DNF    |
| Lara Markthaler | Slalom             | DNF         | DNF    | DNF    | DNF    | DNF     | DNF    |